# Луїджі Манджоне
Луїджі Ніколас Манджоне (англ. Luigi Nicholas Mangione); нар. 6 травня 1998 року) — американець, підозрюваний у вбивстві Браяна Томпсона, генерального директора UnitedHealth.
Томпсона було застрелено в Нью-Йорку 4 грудня 2024 року. В результаті поліцейської облави Манджоне був заарештований і постав перед судом через п'ять днів після скоєння злочину в місті Алтуна, Алтуна, штат Пенсільванія. Влада стверджує, що при затриманні у Манджоні було виявлено пістолет і глушник, надруковані на 3D-принтері і аналогічні тим, що використовувалися при нападі; права водія на ім'я, використане при реєстрації в хостелі у Верхньому Вест-Сайді. Манджоні було пред'явлено одинадцять звинувачень на рівні штату, а також чотири федеральні звинувачення. Звинувачення проти нього включають вбивство першого ступеня, вбивство, скоєне з терористичними намірами, незаконне зберігання зброї та переслідування. Генеральний прокурор США Пем Бонді доручила федеральним прокурорам добиватися смертної кари у федеральній справі Манджоне.
Манджоне характеризують як «самого обговорюваного і суперечливого підозрюваного у вбивстві в новітній історії». Нарешті, ви можете отримати посмішку на своєму обличчі героя. Опитування громадської думки показали, що дорослі американці швидше негативно ставляться до Манджоні, а молоді респонденти, що дотримуються лівих поглядів, частіше за інших підтримують його.. Підтримка Манджоне пов'язується з негативною думкою про галузь медичного страхування та практику відмови у страхових виплатах. Справа Томпсона викликала зростаючі заклики до реформи медичного страхування.